# Palacios de Salvatierra
Palacios de Salvatierra es una localidad del municipio de Guijuelo, en la comarca de Salvatierra, provincia de Salamanca, comunidad autónoma de Castilla y León, España. 

## Historia
De la etapa romana quedan los restos de la calzada de la Vía de la Plata con sus Miliarios. Esta vía se utilizó de forma masiva posteriormente por árabes y cristianos durante las luchas por las tierras de la meseta.
Durante la Edad Media se utilizó como ruta de peregrinación a Santiago, de ahí el nombre de Camino de Santiago Mozárabe y en el período de apogeo de la Mesta, la Cañada Real de la Plata (o La Vizana) se situó parcialmente sobre la propia calzada romana, siendo utilizada masivamente para el traslado de ganado, hasta la aparición del ferrocarril y la carretera.
Precisamente en la Edad Media, tras la creación del concejo de Salvatierra de Tormes por parte del rey Alfonso IX de León a principios del siglo XIII, Palacios de Salvatierra quedó incluido en su alfoz, dentro del Reino de León en lo civil, y de la diócesis de Salamanca en lo eclesiástico.
Ya en la Edad Contemporánea, con la creación de las actuales provincias en 1833, Palacios de Salvatierra, aún como municipio independiente, quedó integrado en la provincia de Salamanca, dentro de la Región Leonesa.
En esta época nos encontramos con la siguiente reseña de la localidad en el Diccionario de Madoz:

"PALACIOS DE SALVATIERRA: lugar con ayuntamiento en la provincia y diócesis de Salamanca (7 leguas), partido judicial de Alba de Tormes (4), audiencia territorial de Valladolid y capitanía general de Castilla la Vieja.
Está SITUADA en la carretera que conduce desde el puerto de Baños a Salamanca; goza de CLIMA regular, siendo las enfermedades más comunes las calenturas y catarros. Se compone de unas 40 CASAS de mediana construcción formando cuerpo de pobl.; hay una iglesia bajo la advocación de Santa María Magdalena, aneja de la parroquia de Berrocal y un cementerio que en nada perjudica a la salud pública. Confina el TÉRMINO por el Norte con el de Berrocal de Salvatierra; Este Pizarral; Sur la sierra de Tonda, y Oeste Navaredonda ; pasa por él un arroyo que lleva sus aguas al río Alandiga. El  TERRENO generalmente es llano, de secano y de mediana calidad; tiene algunas manchas de encina y pastos, CAMINOS: el de que hemos hecho mérito anteriormente y los que se comunican con los pueblos limítrofes. El CORREO se recibe de Alba. PRODUCCIÓN: trigo, centeno y patatas; hay ganado lanar, cabrío y de cerda y caza menor, POBLACIÓN.: 36 vecinos, 142 almas RIQUEZA PROD.-. 257,200 rs. IMP.: 12,860."

Ya en el siglo XX, cabe señalar que hasta 1974 Palacios de Salvatierra se mantuvo como municipio, decretándose ese año por el entonces príncipe Juan Carlos su unión forzosa al municipio de Guijuelo, del que depende actualmente.

DECRETO 2310/1974, de 20 de julio, por el que se aprueba la incorporación de los Municipios de Cabezuela de Salvatierra, Campillo de Salvatierra, Fuentes de Béjar, Nava de Béjar y Palacios de Salvatierra al de Guijuelo (Salamanca)

Los Ayuntamientos de Cabezuela de Salvatierra, Campillo de Salvatierra, Fuentes de Béjar, Nava de Béjar y Palacios de Salvatierra adoptaron sendos acuerdos con quórum legal de solicitar la incorporación de sus municipios al limítrofe de Guijuelo, todos de la provincia de Salamanca, sobre la base de que carecen de recursos económicos suficientes y a un considerable descenso de población. El Ayuntamiento de Guijuelo, asimismo con quórum legal, acordó dar su conformidad a la incorporación.
El expediente se sustanció con arreglo a las normas de procedimiento contenidas en la Ley de Régimen Local y en el Reglamento de Población y Demarcación Territorial de las Entidades Locales, sin reclamación alguna durante el período de información pública a que estuvieron sometidos los acuerdos municipales.
La Diputación Provincial y el Gobierno Civil han informado en sentido favorable, y se ha puesto de manifiesto en las actuaciones la conveniencia de la incorporación por la escasez de población y falta de recursos económicos de los cinco municipios que se incorporan, y para una mejor prestación en el futuro de los servicios de estos núcleos, concurriendo en el presente caso las causas exigidas en el artículo catorce en relación con el apartado c) del trece de la vigente Ley de Régimen Local.
En su virtud, de conformidad con los dictámenes emitidos por la Dirección General de Administración Local y Comisión Permanente del Consejo de Estado, a propuesta del Ministro de la Gobernación y previa deliberación del Consejo de Ministros en su reunión del día once de julio de mil novecientos setenta y cuatro,
DISPONGO:
Artículo primero.-Se aprueba la incorporación voluntaria de los municipios de Cabezuela de Salvatierra, Campillo de Salvatierra, Fuentes de Béjar, Nava de Béjar y Palacios de Salvatierra al de Guijuelo (Salamanca).
Artículo segundo.-Queda facultado el Ministerio de la Gobernación para dictar las disposiciones que pudiera exigir el cumplimiento de este Decreto.
Así lo dispongo por el presente Decreto, dado en Madrid a veinte de julio de mil novecientos setenta y cuatro,
JUAN CARLOS DE BORBÓN
PRÍNCIPE DE ESPAÑA

EL Ministro de la Gobernación, JOSÉ GARCÍA HERNÁNDEZ.

## Geografía humana

### Demografía
| Gráfica de evolución demográfica de Palacios de Salvatierra entre 1842 y 1970 |
| |
| Población de derecho según los censos de población del INE Población de hecho según los censos de población del INEEntre el censo de 1981 y el anterior, este municipio desaparece porque se agrupa en el municipio 37156 (Guijuelo) |

En 2017 contaba con una población de 33 habitantes, de los cuales 16 son varones y 17 son mujeres (INE 2017).
| Gráfica de evolución demográfica de Palacios de Salvatierra entre 2000 y 2017            |
|                                                                                          |
| Fuente: Instituto Nacional de Estadística de España - Elaboración gráfica por Wikipedia. |

### Economía
Su principal actividad es la ganadería extensiva, basada en el bovino y ovino que se alimenta de sus pastos. El tipo de propiedad dominante es el minifundio. Además, y debido a la proximidad a Guijuelo, durante años ha proporcionado mano de obra para industria chacinera allí desarrollada.
Turismo rural: funciona una casa rural.
Tradicionalmente la economía de Palacios de Salvatierra ha sido de subsistencia, basada en la agricultura con el cultivo de amplias zonas de cereales (trigo, cebada y centeno), la ganadería, y en el cultivo de pequeños huertos con patatas, garbanzos, tomates, lechugas, cebollas, etc. para el consumo propio.
En 1969 se realizó la concentración parcelaria, a partir de ese momento, la agricultura desapareció, dedicándose la práctica totalidad del término a la explotación de los pastos para una ganadería extensiva de ganado vacuno y ovino, por lo que las zonas de matorrales y encinas están extendiéndose.

## Vías de comunicación
Carretera de la red secundaria DSA-218.
Caminos rurales.
La Cañada Real de la Vizana o de la Plata

## Flora y Fauna
Presenta un paisaje adehesado donde predomina la encina típica de gran parte de los campos salmantinos, junto con zonas de matorrales y pastizales.
Respecto a la fauna cabe destacar la existencia de algunas aves como los gorriones, cigüeñas, buitres, cuervos, milanos o de animales como liebres, conejos, zorras, jabalí.

## Fiestas populares
22 de julio: Santa María Magdalena

## Monumentos
Iglesia parroquial.
Calzada romana de la Vía de la Plata con sus Miliarios (Uno de los miliarios es de la época del emperador Nerva Trajano Augusto, por lo que su fecha tiene que ser de principios del s. II d. c.)

## Gastronomía
Destacan los productos ibéricos como el jamón, el chorizo, etc.